# Qualificazioni al campionato mondiale di calcio 2026 - AFC - Prima fase

## Formato
Le 20 squadre con il ranking più basso si sono affrontate in partite di andata e ritorno. Le 10 vincenti si sono qualificate per la seconda fase.
Gli accoppiamenti della prima fase sono stati sorteggiati il 27 luglio 2023. L'andata si è disputata il 12 ottobre, il ritorno il 17 ottobre 2023.
| Squadra 1     | Totale | Squadra 2  | Andata | Ritorno |
| ------------- | ------ | ---------- | ------ | ------- |
| Afghanistan   | 2 - 0  | Mongolia   | 1 - 0  | 1 - 0   |
| Maldive       | 2 - 3  | Bangladesh | 1 - 1  | 1 - 2   |
| Singapore     | 3 - 1  | Guam       | 2 - 1  | 1 - 0   |
| Yemen         | 4 - 1  | Sri Lanka  | 3 - 0  | 1 - 1   |
| Birmania      | 5 - 1  | Macao      | 5 - 1  | 0 - 0   |
| Cambogia      | 0 - 1  | Pakistan   | 0 - 0  | 0 - 1   |
| Taipei cinese | 7 - 0  | Timor Est  | 4 - 0  | 3 - 0   |
| Indonesia     | 12 - 0 | Brunei     | 6 - 0  | 6 - 0   |
| Hong Kong     | 4 - 2  | Bhutan     | 4 - 0  | 0 - 2   |
| Nepal         | 2 - 1  | Laos       | 1 - 1  | 1 - 0   |

## Incontri

### Afghanistan - Mongolia
| Arbitro: | Qasim Al-Hatmi |

|            |           |  |
| Sharza 60’ | Marcatori |  |

| Arbitro: | Hassan Akrami |

|  |           |          |
|  | Marcatori | 71’ Noor |

### Maldive - Bangladesh
| Arbitro: | Vahid Kazemi |

|            |           |            |
| Hassan 87’ | Marcatori | 90+2’ Saad |

| Arbitro: | Ammar Mahfoodh |

|                       |           |            |
| Hossain 11’ Fahim 46’ | Marcatori | 36’ Aisham |

### Singapore - Guam
| Arbitro: | Mohammad Ghabayen |

|                           |           |              |
| Van Huizen 35’ Mahler 41’ | Marcatori | 90’ Cunliffe |

| Arbitro: | Chen Hsin-chuan |

|  |           |           |
|  | Marcatori | 81’ Anuar |

### Yemen - Sri Lanka
| Arbitro: | Nasrullo Kabirov |

|                                          |           |  |
| Maher 34’ Mohammedoh 67’ Al Matari 90+2’ | Marcatori |  |

| Arbitro: | Clifford Daypuyat |

|                |           |              |
| Rathnayake 89’ | Marcatori | 4’ Al Matari |

### Birmania - Macao
| Arbitro: | Pranjal Banerjee |

|                                                                                   |           |            |
| Lwin Moe Aung 39’, 90+5’ Soe Moe Kyaw 62’ Aung Kaung Mann 81’ Nay Moe Naing 90+1’ | Marcatori | 55’ Torrão |

| Taipa 17 ottobre 2023, ore 19:30 UTC+8 | Macao             | 0 – 0 referto | Birmania | Complexo Olímpico de Macao (2 187 spett.)\| Arbitro: \| Salim Al-Majarafi \| |
| Arbitro:                               | Salim Al-Majarafi |               |          |                                                                              |

### Cambogia - Pakistan
| Phnom Penh 12 ottobre 2023, ore 19:00 UTC+7 | Cambogia    | 0 – 0 referto | Pakistan | Morodok Techo National Stadium (11 718 spett.)\| Arbitro: \| Baraa Aisha \| |
| Arbitro:                                    | Baraa Aisha |               |          |                                                                             |

| Arbitro: | Feras Taweel |

|           |           |  |
| Hamid 68’ | Marcatori |  |

### Taipei Cinese - Timor Est
| Arbitro: | Ismaeel Habib Ali |

|                                                        |           |  |
| Yu Yao-hsing 4’, 60’ Chen Ting-yang 57’ Ko Yu-ting 88’ | Marcatori |  |

| Arbitro: | Tejas Nagvenkar |

|  |           |                                             |
|  | Marcatori | 18’ Yu Chia Huang 21’ Wu Yen-shu 24’ Samuel |

### Indonesia - Brunei
| Arbitro: | Bijan Heydari |

|                                                        |           |  |
| Dimas 7’, 72’, 90+2’ Ridho 12’ Sananta 63’ (rig.), 67’ | Marcatori |  |

| Arbitro: | Ahmed Al-Ali |

|  |           |                                                                      |
|  | Marcatori | 6’, 44’ Caraka 42’ Maulana 47’ (rig.) Sulaeman 64’ Ridho 82’ Sananta |

### Hong Kong - Bhutan
| Arbitro: | Razlan Joffri Ali |

|                                                   |           |  |
| Udebuluzor 10’, 16’ Shinichi 28’ Norbu 35’ (aut.) | Marcatori |  |

| Arbitro: | Thoriq Alkatiri |

|                           |           |  |
| Gyeltshen 29’ Chogyal 47’ | Marcatori |  |

### Nepal - Laos
| Arbitro: | Nivon Robesh Gamini |

|           |           |              |
| Bista 48’ | Marcatori | 33’ Bounkong |

| Arbitro: | Ali Reda |

|  |           |           |
|  | Marcatori | 53’ Dangi |